# Patrick Busolini
Patrick Busolini (né le 14 novembre 1954 à Chaumont) est un coureur cycliste français, professionnel de 1977 à 1981.

## Biographie
Dès ses débuts professionnels en 1977, Patrick Busolini passe à côté d'une belle victoire. Il passe en tête la ligne d'arrivée de la dernière étape du Tour de Catalogne, mais est déclassé pour sprint irrégulier au profit de l'Italien Giuseppe Perletto. Chômeur fin 1978, il est recruté par l'équipe des Amis du Tour de France. Il fait un beau Tour de Suisse 1979. Il est vingtième du classement final mais surtout se fait remarquer dans l'étape de montagne Locarno-Laax, où il prend la deuxième place derrière Giovanni Battaglin et devant Michel Pollentier. Il est recruté par l'équipe Inoxpran de Battaglin pour le Tour de France. Il est hors-délai dans la 15e étape. Il termine la Grande Boucle l'année suivante à la 21e place.
En 2017, il est sacré champion de France de VTT cross-country, dans la catégorie masters des 60-64 ans.
En 2018, il est sacré champion de France de cyclo-cross, dans la catégorie masters 7 (60-64 ans).
En 2019, il est sacré à nouveau champion de France de VTT cross-country à l'Alpe d'Huez, dans la catégorie masters 8 (65-69 ans).

## Palmarès
| - 1974 - Dijon-Auxonne-Dijon - 1975 - 2e du Tour Nivernais Morvan - 3e de Dijon-Auxonne-Dijon - 3e du Tour de la Haute-Marne - 1976 - Tour Nivernais Morvan : - Classement général - 2e étape - 3e étape du Tour de l'Yonne - Critérium de La Machine - Grand Prix de Villapourçon - 5e du Tour de l'Avenir - 1979 - 2e du Grand Prix de la côte normande - 1981 - Ruban Nivernais-Morvan - Grand Prix de Villapourçon - 2e du Circuit des Monts du Livradois - 1982 - Grand Prix de Villapourçon - Nocturne de Bar-sur-Aube - Tour de La Réunion - 2e du Tour de la Haute-Marne | - 1983 - Critérium de La Machine - 1984 - Grand Prix de Monpazier - 1985 - 2e du Tour de la Haute-Marne - 1986 - Nocturne de Bar-sur-Aube - 3e du Tour de la Haute-Marne - 1987 - 2e des Boucles de la CSGV - 2e de la Route d'Or du Poitou - 1988 - Grand Prix de Villapourçon - 2017 - Champion de France de cross-country masters 7 (60-64 ans) - 2018 - Champion de France de cyclo-cross masters 7 (60-64 ans) - 2019 - Champion de France de cross-country masters 8 (65-69 ans) |  |

## Résultats sur le Tour de France
2 participations
- 1979 : hors délais (15e étape)
- 1980 : 21e